# اوپن‌سی‌وی
اوپن‌سی‌وی (به انگلیسی: OpenCV) یا همان Open Computer Vision Library مجموعه ای از کتابخانه‌های برنامه‌نویسی پردازش تصویر و یادگیری ماشین است. این مجموعه بیشتر بر پردازش تصویر بی درنگ (به انگلیسی: Real Time) تمرکز دارد. در ابتدا توسط اینتل ساخته و پشتیبانی می‌شد و هم‌اکنون توسط Willow Garage و Itseez پشتیبانی می‌گردد. استفاده از آن با پروانه فری بی‌اس‌دی آزاد است. اوپن سی وی کتاب‌خانه‌ای چندسکویی است و توسط سیستم عامل‌های ویندوز، لینوکس، مک اواس، آی او اِس و اندروید پشتیبانی می‌شود. همچنین دارای رابط برنامه‌نویسی به زبان‌های سی، سی++، پایتون، جاوا و متلب می‌باشد.

## کاربردهای اوپن‌سی‌وی
- فیلتر تصویر
- سیستم تشخیص صورت
- تشخیص حرکت
- تعامل انسان و رایانه ( HCI )
- رباتیک موبایل
- درک حرکت
- شناسایی شی
- تقسیم‌بندی و تشخیص
- چشم‌انداز عمق استریو : ادراک عمق از 2 دوربین
- ساختار از حرکت ( SFM )
- ردیابی حرکت
- واقعیت افزوده

برای پشتیبیانی از برخی زمینه‌های بالا، اوپن‌سی‌وی یک کتاب‌خانه یادگیری ماشینی را در بردارد شامل:
- الگوریتم متا
- یادگیری درخت تصمیم گیری
- درختان افزایش گرادیان
- الگوریتم امید ریاضی-بیشینه کردن
- الگوریتم نزدیکترین همسایه
- دسته‌بندی کننده نایو بیز
- شبکه عصبی مصنوعی
- جنگل تصادفی
- ماشین بردار پشتیبانی(SVM)

## زبان‌های برنامه‌نویسی
اوپن‌سی‌وی به زبان سی++ نوشته شده و بنیاد رابط برنامه‌نویسی آن به زبان سی++ است. رابط برنامه‌نویسی کاملی نیز برای پایتون، جاوا و متلب/اوکتاو دارد. ای‌پی‌آی این زبان‌ها در اسناد برخط اوپن‌سی‌وی یافت می‌شود. همچنین پوشش‌هایی (به انگلیسی: Wrapper) برای زبان‌هایی همچون سی#، Ch و روبی برای تشویق پذیرش مخاطبان گسترده‌تر طراحی شدند.
- یک رابط جی‌پی‌یو کودا-پایه از سپتامبر ۲۰۱۰ در حال پیشرفت است[نیازمند منبع].
- یک رابط OpenCL-پایه از اکتبر ۲۰۱۲ در حال گسترش است[نیازمند منبع].

## پشتیبیانی سیستم‌عامل
اوپن‌سی‌وی روی ویندوز، اندروید، ماامو، فری‌بی‌اس‌دی، اوپن‌بی‌اس‌دی، آی‌اواس، بلک‌بری۱۰، لینوکس و اواس‌ده اجرا می‌شود. کاربران می‌توانند نسخه رسمی آن را از سورس‌فورج یا آخرین نسخه آن را از GitHub دریافت نمایند.